# The Gallows: Act II
The Gallows Act II, (titulada: La Horca: Segundo Acto en Hispanoamérica, La Horca 2  en España) es una película de terror sobrenatural estadounidense de 2019 escrita y dirigida por Chris Lofing y Travis Cluff. Está protagonizada por Ema Horvath, Chris Milligan y Brittany Falardeau. Es la secuela del metraje encontrado de 2015 The Gallows.
Se estrenó el 25 de octubre de 2019 en cines, bajo demanda y digital por Lionsgate. Al igual que con la primera película, la recepción crítica de The Gallows Act II ha sido predominantemente negativa.

## Premisa
Aune Rue, una adolescente vloguera que aspira a convertirse en actriz, se conecta en una página web de aspecto siniestro y acaba viéndose atrapada en el malévolo mundo de una obra teatral maldita llamada "The Gallows". Tras realizar un pequeño fragmento de la misma para su grupo de fanes, Aunque alcanza inmediatamente el estrellato que siempre había buscado, como también captar la atención de un espíritu mortífero, "The Hangman".

## Argumento
La película comienza con los amigos adolescentes Victor, Lex, Scott, Nick y Marcus graban un video de ellos haciendo una variación de 'The Charlie Charlie Challenge' haciendo que Victor lea un pasaje de 'The Gallows', la obra supuestamente maldita que mató al actor de secundaria Charlie Grimille. La actividad paranormal aparentemente plaga el sótano. Más tarde, Víctor encuentra a Marcus colgado afuera con cadenas de columpios. El asesino en serie supuestamente sobrenatural The Hangman estrangula a Víctor con otra cadena.
La aspirante a actriz Auna Rue se muda con su hermana modista y utilera, Lisa, para asistir a Fellbrook High School, que tiene un prestigioso programa de teatro. Auna se avergüenza frente a la clase del Sr. Schlake al realizar mal un monólogo hasta que un compañero de escuela, Cade Parker, la ayuda. Un usuario llamado 'casi famoso99' interactúa con Auna a través del chat en su impopular canal de YouTube. Almostfamous99 vincula a Auna con el video viral de Víctor de haber conjurado actividad paranormal al leer The Gallows. Auna obtiene una copia de The Gallows de la biblioteca de la escuela. Auna se obsesiona inusualmente con la obra y luego sube un video de ella leyéndola.
Auna se convierte en la estrella de la clase del Sr. Schlake cuando interpreta un monólogo de The Gallows. Después de que los espectadores notan que una mesa se mueve durante su lectura, el video de Auna también gana popularidad. Auna registra una segunda lectura durante la cual un objeto vuela por su dormitorio. Cade le presenta a Auna a sus padres, que son los famosos actores Craig y Kate Parker. Mientras Cade se detiene en una gasolinera, Auna se asusta al ver brevemente el reflejo de un hombre ahorcado en el espejo retrovisor. Otro mensaje de Almostfamous99 dirige a Auna a una página de fanes de Charlie Challenge. Allí, Auna aprende sobre Charlie Grimille mientras mira videos de muertes en ahorcamiento y actividad paranormal. Auna ve brevemente al Ahorcado acosándola en la casa de Lisa. En una fiesta, Auna tiene una visión de The Hangman matando a Cade. Inquieta, Auna exige volver a casa. Mientras visiones inquietantes desentrañan su mente, Auna le dice al Sr. Schlake que ya no quiere leer más de The Gallows, pero aun así recita un monólogo de la obra. Auna bloquea a Almostfamous99 cuando sus mensajes se convierten en burlas. Auna también comienza a ver angustiosos videos confesionales publicados por el amigo de Víctor, Lex, quien revela una marca desfigurante en su cuello.
Lisa sigue una cuerda hasta un árbol afuera, donde encuentra a su perro colgado muerto, lo que lleva a un enfrentamiento con Auna. Auna intenta sin éxito intervenir a través de un mensaje de texto cuando ve a Lex, angustiada por tendencias suicidas, prepararse para ahorcarse durante una transmisión en vivo. El verdugo aparentemente mata a Lex. Lisa hace las maletas para ir a un programa en el que está trabajando, pero The Hangman aparece y estrangula a Lisa.
Mientras tanto, Cade investiga las muertes que tuvieron lugar en Beatrice High School, donde lee un artículo que sugiere invocar el nombre de Charlie Grimille y convocar al personaje del verdugo que se suponía interpretaría en The Gallows, lo que lleva al arresto de Pfeifer Ross, la hija enloquecida. de Charlie Grimille y su madre. Cade descubre que las dos mujeres fueron internadas en un hospital psiquiátrico cercano. Cade lleva a Auna a ver a Pfeifer, con la esperanza de encontrar una manera de detener la maldición del Ahorcado. Pfeifer afirma que la única forma de apaciguar al verdugo es ofrecer un sacrificio voluntario para que lo maten. Cade y Auna son secuestrados fuera del asilo y se encuentran en una horca con sogas alrededor del cuello en un bosque. Aparece el verdugo. Un verdugo encapuchado le dice al dúo que deben decidir quién será sacrificado.
Antes de que Auna pueda detenerlo, Cade se ofrece como voluntario; Se abre una trampilla bajo sus pies y Cade comienza a colgar. Auna ofrece su vida para salvar la de Cade, y se abre otra trampilla justo cuando Auna es ahorcada. Después de la muerte de Auna, Victor, Lex y los padres de Cade se encuentran entre los muchos participantes en una conspiración. Cade se quita el arnés, revelándose como casi famoso99, y proclama su perfecto Charlie Challenge. y termina la película.

## Reparto
- Ema Horvath como Auna Rue
- Chris Milligan como Cade Parker
- Brittany Falardeau como Lisa Rue
- Anthony Jensen como Scott Lamont
- Dennis Hurley como el Sr. Schlake
- Jono Cota como Victor
- Erika Miranda como Lex
- Jener Dasilva como Nick
- Charles Chudabala como Stage Hand
- Stefmerie Halstead como Emperatriz
- Pfeifer Brown como Pfeifer Ross
- Travis Cluff como Charlie Grimille (sin acreditar)

## Producción
La fotografía principal de la película comenzó en octubre de 2016, con lugares de rodaje como San Joaquin College of Law en Clovis, California.
Después de que se completó la filmación y la postproducción, se llevó a cabo una proyección temprana especial en el lote de Warner Bros en Burbank, California en agosto de 2017, para fanáticos de 13 a 25 años.

## Estreno
La película se estrenó el 25 de octubre de 2019 en cines, a pedido y digital por Lionsgate, a diferencia de la primera película, Warner Bros y New Line Cinema no tienen participación en la secuela.

### Respuesta de la crítica
Con un total de 13 votos en Rotten Tomatoes, la película tiene actualmente una calificación del 0%. Glenn Kenny de The New York Times lo calificó como "un seguimiento completamente poco distinguido" y criticó la falta de lógica de la película. Justin Lowe de The Hollywood Reporter ofreció a la película críticas similares, escribiendo: "El guion de Lofing y Cluff combina elementos de terror y suspenso sin decidirse nunca por una elección clara de género. El sorprendente giro final de la película solo sirve para enfatizar su incoherencia narrativa, por una historia de fondo insuficiente y un desarrollo inadecuado del carácter". Brian Tallerico de Roger Ebert.com le dio el visto bueno a la película, calificándola de la peor película de Blumhouse, y criticó el guion de la película, los personajes superficiales, la historia y el uso excesivo de sustos.